# 赫米奥娜·金戈尔德
赫米奥娜·金戈尔德（英語：Hermione Gingold，1897年12月9日—1987年5月24日），女，英国和美国演员。曾获得金球奖最佳电影女配角。